# Canal 9
Canal 9 er en dansk tv-kanal, der er ejet af af Discovery Networks Danmark. Kanalen fik premiere den 17. juli 2009. 
Kanalen blev etableret, idet Telenor havde en række sportsrettigheder til bl.a. en tredjedel af de danske Superliga-fodboldkampe samt til Premier League, spansk La Liga-fodbold og italiensk Serie A-fodbold. Derudover vil kanalen vise en række film, tv-serier og andre sportsbegivenheder.
Canal 9 er efter overgangen til digital-TV 1.11.2009 og MPEG4 komprimeringsteknik 11.1.2012 blevet distribueret via Canal Digitals satellit-pakker og Boxer i marknetet samt Yousee over internettet. Kanalen findes også hos flere antenneforeninger (på prøve) samt gratis via stueantenne på det digitale netværk (I Københavns området samt Jylland).

## Logoer
- Canal 9's første logo, som blev brugt fra 2009 indtil 2015
- Canal 9's anden logo, som blev brugt fra 2015 indtil 2024
- Canal 9's tredje og nuværende logo, der har været i brug siden 2024